# ディナム・ヴィクトール・フューメ
ディナン＝ヴィクトル・フュメ（Dynam-Victor Fumet, 1867年5月4日 トゥールーズ - 1949年1月2日 パリ）はフランスの作曲家・オルガニスト。本名はヴィクトール・フュメで、ディナン（ディナム）は長じてから、気性の激しさをダイナマイトに見立てて付けられた渾名（あだな）だった。

## 略歴
トゥールーズの厳格な時計職人に家庭に生まれる。市立の音楽学校で音楽を学び始めると、たちまち鬼才ぶりが認められるところとなり、在学中にありとあらゆる賞金を獲得した。トゥールーズは市をあげて、青年に奨学金を与えてパリで学業を仕上げさせることを決めると、フュメは街の楽隊が伴奏する中を見送られつつ都に旅立った。
16歳でパリ音楽院に進学してオルガンをセザール・フランクに、作曲をエルネスト・ギローに師事する。当初パリでは熱を入れて勉強に打ち込んでいたが、父親の息詰まるような教育からひとたび解放されるや、間もなく無政府主義者の集会に足しげく通い、ルイーズ・ミシェルやピョートル・クロポトキン、ジャン・グラーヴ、シャルル・マラートと顔をつなぐようになった。それでも音楽院での勉強は続けていたが、おそらく才気煥発の演奏の仕方や、精力的な生き方から、同級生から「ディナン」という渾名を頂戴している。19歳でローマ大賞に応募する資格を得て、エルネスト・レイエに祝福され、カミーユ・サン＝サーンスにはお追従を言われたが、選外となった。おそらく政治的理由のためであろう。朝刊が、フュメに無政府主義的な傾向があることを報じると、取り返しのつかない失敗となり、故郷トゥールーズでは醜聞になった。トゥールーズ市は、自由意思にかぶれたフュメの奨学金の打ち切りを決定し、父親からは顔も見たくないと言われた。それでもまだ音楽院で勉強を続けたのは、セザール・フランクが自分の最年少の弟子に情をかけ、青年が経済的に苦境に立たされていることを知ると、自分が首席オルガン奏者を務めていた聖クロティルド教会にかけあって、オルガニストの助手として雇ってもらえるようにしてくれたからだった。
しばらくの間フュメは、キャバレー「ル・シャ・ノワール（黒猫）」の楽団の指揮者を務めたが、やがてその地位を友人エリック・サティに譲っている。それから程なくして心霊主義に興味を寄せるようになり、霊媒師として有名になった。自殺企図の末に不思議と生き延びることができてから、神に対する信心を取り戻し、レオン・ブロワに影響されてキリスト教の信仰に回心した。それでもオカルトやカバラに興味を抱き、ポマール大公妃やアレクサンドル・サンティヴ＝ダルヴェードル、スタニスラス・ド・ガイタのような人物に会うようになる。この頃にポール・ヴェルレーヌと出逢って親交を結び、互いに「きみ（フランス語: tu）」と呼び合う仲になった。
南米に渡って指揮者として雇われた後、パリに戻ると、ブラヴァツキー夫人（神智学協会の設立者）に近しい一家の女性を娶った。サンタンヌ＝ド＝ラ＝メゾン＝ブランシュ教会（Sainte-Anne-de-la-Maison-Blanche）の首席オルガニストに任命されてからは、控え目な活動に入ったが、それでもフュメの即興演奏は多くの観衆を魅了した。在任中に膨大な数の教会音楽を作曲して、重要な祝日ごとにその初演を行なった。惜しむらくはその多くが散逸している。

## 創作姿勢
たとえフュメの音楽作品が、独特な形式や内在する特質によってひとりでに眼に入るとしても、彼の神秘主義を見逃している限り、その作品を理解することは難しい。その難しさは、おそらくは、聴衆や一般大衆に受けようとする安易な効果を斥けた、洗練された趣味にある。この並外れた才能を持つ音楽家は、ありふれた手練手管と看做したものを、作品中に使おうとはしなかった。だからフュメの作品は、一般大衆にとっては理解しがたいものとなる。かてて加えて、交霊術にとり憑かれてからは、亡くなるまでの間、音楽活動以外ではそれが興味の中心となった。そのため、音楽家同士は頻繁に社会的な交流を必要とすることもあり、やがて活発な音楽家の仲間内からすっかり取り残されてしまった。
ディナン＝ヴィクトル・フュメの作品は、ありとあらゆる矛盾や両義性を含んでいるが、それらはフュメの孤高で独立不羈の人柄を特徴付けるものでもあり、フュメの誠実さ、フュメの流行に対する軽蔑が、作品をいつまでも独創的なものとしている。楽曲形式は、古典的な規範からわざと外されている。実際フュメはたいてい独自の形式を考え出した。形式や、継続的な転調をやすやすと使いこなす能力は、比類ないフランス楽派に負ってはいるが、和声やリズム、力強く精巧な旋律は、独特な感覚を発揮していて、それらがフュメと、第一次世界大戦の前後の楽壇の主立った流行との違いをくっきり際立たせている。
友人宛ての私信の中で、フュメは次のように説いている。曰く、「芸術の目的とは、自然界を人間化することです。言うなれば自然界を、人間が廃した王位の座に釣り合わせることなのです。」「人間が、自分が見つめている森羅万象ほどにはもはや巨大な存在ではなくなってからというもの、芸術は、愛情の要求になったのです。人間が森羅万象を自分自身に呼び起こします。すると、作品が生まれ出るのです。ですから、それを理解するには永遠の時間が必要ですし、生きた真理を苦しみながら産み落とすには、人はおのが流謫を感じ取らねばなりません。」
驚くべきことに、フュメが亡くなる頃には、その作品が顧みられなくなっている。これについて、霊的で洗練された作曲家自身は、いささかの諧謔を交えながら、自分としては不本意ながらも、天が過剰に創作することを許してくれたのだ、と述べた。